# Hermonassa juncta
Hermonassa juncta là một loài bướm đêm trong họ Noctuidae.